# Comuna de Parczew
Parczew (polaco: Gmina Parczew) é uma gminy (comuna) na Polónia, na voivodia de Lublin e no condado de Parczewski. A sede do condado é a cidade de Parczew.
De acordo com os censos de 2004, a comuna tem 14 985 habitantes, com uma densidade 102,5 hab/km².

## Área
Estende-se por uma área de 146,23 km², incluindo:
- área agricola: 63%
- área florestal: 25%

## Demografia
Dados de 30 de Junho 2004:
|                      | Total   | Total | Mulheres | Mulheres | Homens  | Homens |
| -------------------- | ------- | ----- | -------- | -------- | ------- | ------ |
|                      | pessoas | %     | pessoas  | %        | pessoas | %      |
| População            | 14 985  | 100   | 7697     | 51,4     | 7288    | 48,6   |
| Densidade (pop./km²) | 102,5   | 100   | 52,6     | 52,6     | 49,8    | 49,8   |

De acordo com dados de 2002, o rendimento médio per capita ascendia a 1174,12 zł.

## Comunas vizinhas
- Dębowa Kłoda, Jabłoń, Milanów, Niedźwiada, Ostrów Lubelski, Siemień, Uścimów